# 정대만
미쓰이 히사시(三井 寿,みつい ひさし)는 이노우에 다케히코의 만화 작품 및 그것을 원작으로 하는 애니메이션 슬램 덩크에 등장하는 가공의 인물. 애니메이션으로의 성우는 일본은 오키아유 료타로,한국은 이정구(비디오판 초기), 박상일(비디오판 중기), 박상훈(비디오판 후기), 구자형(SBS판)이다.

## 프로필
- 이름: 미츠이 히사시
- 한국 이름: 정대만
- 소속: 쇼호쿠 고등학교 3학년 3반（고1 때는 1학년 10반 재적）
- 혈액형: A형
- 신장: 184cm（고1 때는 176cm）
- 체중: 70kg（고1 때는 63kg）
- 생일: 5월 22일
- 등번호: 14
- 포지션: 슈팅 가드(SG), 스윙맨(GF）
- 신발: 아식스 겔 익스퍼트 LX-L→재팬 L→하이 타임

## 인물
이 팀의 3주장 다케이시 중학(유니폼의 색은 흰색)때, 동중학을 가나가와현 대회 우승으로 이끌고, 또 동대회의 MVP를 획득한 천재 슈터. 대회 결승에서 우승에의 원동력이 된 안선생님의 「포기하면 거기서 시합 종료」라고 하는 말에 감명을 받아 안자이에게의 보은을 맹세코 북산에 들어간다. 입학 조속히 발군의 센스로 이미 에이스가 기대되지만, 연습 시합으로 좌슬의 상처를 입어 버리고, 거기에 동급생의 라이벌 채치수가 보인 활약을 보고 좌절한다. 진심으로 정말로 농구를 좋아하고, 입원 중에도 병원을 빠져 나가 농구를 하기도 했다. 스스로를 에이스나 슈퍼스타 등으로 칭하는 자신가로 과거는 조금 자만하고 있던 부분도 있어, 중학생 시절 MVP를 획득할 정도의 자타 모두 인정하는 천재였던 고로 프라이드가 높고, 좌절에 의한 영향으로 악의 길에 들어가 버린다. 2년간이나 자포자기인 생활을 불량 동료와 보내, 북산의 농구부에 대해 앙심을 품게 된다(다만, 농구의 미련이기 때문에인지 한번도 담배는 피우지 않았다). 인연이 생긴 송태섭와 강백호에게 복수를 걸쳐 불량 동료와 함께 농구부 괴멸을 시도하지만, 사쿠라기 군단의 활약에 의해 지는 일을 당하고, 또 준호의 입으로부터 그의 과거가 밝혀진다. 그의 본심을 깨달은 이영걸에게 「농구부로 돌아오고 싶지…」라고 지적되는 것도, 영걸을 때려 더욱 말리러 들어간 준호의 「또 함께 하자」라는 권유에도 귀를 기울이지 않고 폭언을 토해 준호의 분노를 사버린다. 그 후도 자포자기가 되어 날뛰지만, 거기에 한 때의 은인인 안선생님이 나타나 다 버리지 못하고 있던 농구에의 생각이 넘쳐 나와 해, 그 더없는 마음을 「안선생님, 선생님…농구가 하고 싶습니다…」라고 눈물을 흘리며 고백한다. 이 장면은 지금 작품, 소년 만화에 대해도 굴지의 명씬이다. 그 후, 늘리고 있던 장발을 잘라 수치도 세상소문도 버리고 농구부에 복귀한다. 그 이후, 부동의 스타팅 멤버로서 정착한다. 이러한 경위로부터 안선생님의 일을 진심으로 존경하고 있어, 안선생님에 대해 강백호가 무례한 태도를 취하거나 거만함을 말했을 때에는 누구보다 빨리 반응하고, 또, 안선생님의 판단이나 지시에는 전체 폭의 신뢰를 두고 있다. 덧붙여서 송태섭와의 싸움시에 받았다고 생각되는 상처가 좌악에 있어, 접힌 앞니 몇 개도 의치를 꽂고 있다. 또, 한 때 불량했기 때문에 부모에게서는 신뢰 받지 않은 모습이다. 사쿠라기에게서는 「밋치」라고 불리고 있다. 홋타나 그 동료, 또 중학생 시절의 팀메이트에게서는 「3」이라고 불려 존경받고 있다. 채치수와는 「사이가 좋지 않다」라고 평 되는 북산 멤버이지만, 강백호, 송태섭과는 산왕전에서 모두 포즈를 결정하는 등 묘하게 기분이 맞는 곳도 보인다. 농구 선수로서 천성의 소질을 가지지만, 2년의 공백기가 영향을 주어 체력에 큰 불안이 있다. 그 때문에 시합 종반에는 피로해 버리고 있는 것이 많아, 현 예선으로 상양전까지의 5시합과 능남전은 풀 출장하고 있지 않다. 또, 슛의 결정율도 시합에 의해 얼룩짐이 있다. 그러나, 완전하게 죽은 몸이 된 나중에 확실히 좀비와 같이 부활하고 믿을 수 없는 빅 플레이를 연발하고 시합을 뒤집는 것이 많이 있기 때문에 올라가는 상대에게 있어서는 매우 귀찮고, 한편 기분 나쁜 존재이다. 쓸데 없는 2년간을 보냈다고 하는 후회로부터 중학생 시절의 자신을 미화해 현재의 자신을 탓하는 경향에 있어, 능남전에서는 스태미너 끊어져로 쓰러진 후, 「왜 나는 저런 쓸데 없는 시간을…」이라고 울면서 후회하고 있는 장면이 있다. 다른 북산 스타팅 멤버에 비해 특히 높은 신체 능력이 있는 것은 아니지만, 중학 MVP의 칭호도 다테가 아니고, 산왕의 도진우감독이 칭찬했을 정도의 아름다운 슛 폼, 1학년 대 2·3 학년의 미니 게임에 대하고 센터로서 혼자서 강백호를 완전하게 막은 것, 시합의 흐름을 읽는 감각이나, 산왕전의 4포인트 플레이로 대표되듯이, 채치수를 가지고「역시 농구 센스 발군」이라고 말하게 하는 만큼으로, 틀림없이 쇼호쿠 No. 1의 농구 센스의 소유자. 현재로의 기술은 본인에게 있어서는 부족하지만, 이미 중학의 무렵을 웃돌고 있다고 여겨진다. 작중의 시합에서도 상양전, 그리고 마지막 시합인 산왕전에서는 키맨으로서 활약해, 모두 대차를 낼 수 있었던 상황으로부터 크게 점수 차를 줄였다. 체력이 없기 때문에 3P슈터로서 활약하는 장면이 눈에 띄지만, 중학 MVP 플레이어로서의 농구 센스는 아웃사이드로부터의 슛 이외의 장면에서도 여기저기 엿보인다(레이 업 슛·디펜스·패스 센스 등). 또, 농구부 복귀 이후의 묘사에서는 적지만, 미들 레인지로부터의 점프 슛의 타점은 높고, 보통 정도의 선수에서는 블록이 닿지 않는 만큼이다. IH 후는 채치수와 준호가 은퇴하는 가운데 부에 남아 겨울의 선발 대회에의 출장을 목표로 하면서 대학의 농구 추천 입학을 목표로 해 밤낮을 가리지 않고 연습한다. 공부면은 2년간의 어리석은 짓이 원인으로 좋지 않았던 것 같다. 영광·좌절·부활을 보여 준 인물인 것과 동시에, 작중 가장 인간미 있는 존재이며, 「나는 체념의 나쁜 남자」「이 소리가 나를 소생하게 한다, 몇 번이라도」 등 명대사도 많아 주간 소년 점프로 행해진 2번째의 인기 투표에서는 2위가 되었다(1회에서는 정대만은 미등장이었다). 작자 이노우에 다케히코에 의하면 당초는 정대만을 단순한 불량역으로 끝낼 예정이었지만, 체육관에서의 싸움의 장면이 예상외로 오래 끌어, 그 사이에 정대만에 감정이입했기 때문에 급거 예정을 변경해 북산 멤버에 가세하게 되었다고 한다. 또, 그러한 경위가 있기 때문에 정대만의 인기가 이 정도 높아진 것은 의외였다고 말한다. 물론 주인공은 아니지만, 지금도 등장 인물에서는 1, 2위를 다툴 정도로 남녀 묻지 않고 인기가 있는 캐릭터이다.

## 가족
부모님과 함께 사는 것으로 묘사되지만, 불량배로 지낸 일 때문에 부모님과의 사이는 그닥 좋지 않은 듯 하다. 인터하이를 앞두고 재시험을 위해 아카기의 집에서 공부를 할 때 부모님과 통화하는 모습이 잠깐 나왔다.